# Calamaria melanota
Calamaria melanota es una especie de serpientes de la familia Colubridae.

## Distribución geográfica
Es endémica de Borneo.

## Estado de conservación
Se encuentra amenazada por la pérdida de su hábitat natural.